# Théâtre national du Japon

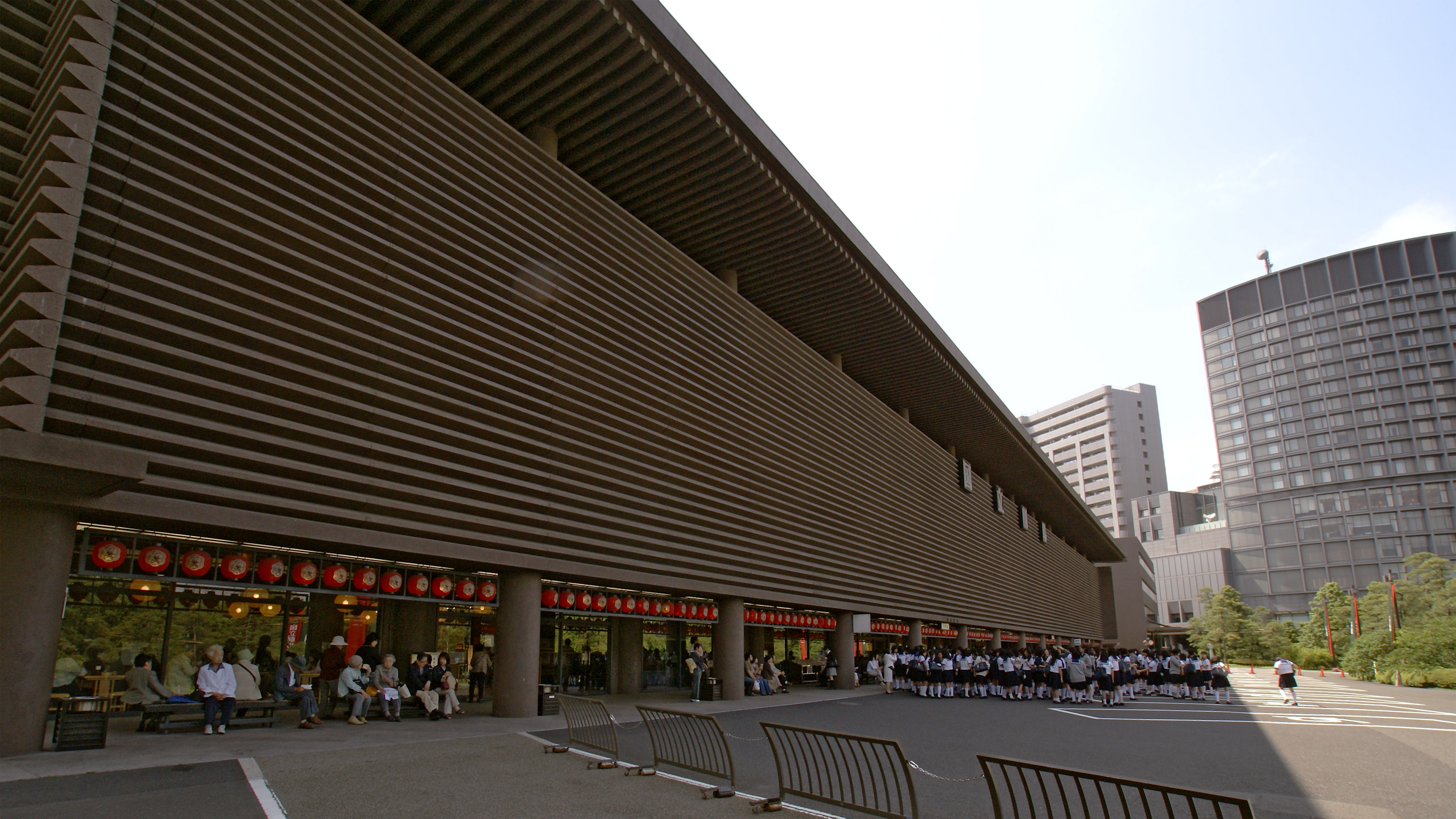
L'extérieur du théâtre national du Japon rappelle l'ancien style azekura-zukuri du Shōsō-in.

Le théâtre national du Japon (国立劇場, Kokuritsu gekijō) est un ensemble de trois halls dans deux bâtiments situés à Hayabusa-chō, quartier de l'arrondissement de Chiyoda à Tokyo. Le Conseil des arts japonais, institution administrative indépendante du ministère de l'Éducation et de la Culture, gère le théâtre national. Le théâtre, qui a ouvert ses portes en 1966, met en scène principalement des spectacles traditionnels des arts de la scène japonais.

## Présentation
Le bâtiment principal dispose de deux salles. Le grand théâtre, d'une capacité de 1 610 places, accueille des représentations de kabuki, de buyō et de gagaku ainsi que des spectacles folkloriques. La petite salle est spécialisée dans le bunraku, la musique japonaise, les petites productions buyō, gagaku, shōmyō et le théâtre folklorique. Dans un bâtiment séparé, la salle Engei présente des spectacles de rakugo et manzai.
Chaque année en avril, la remise du Prix japonais a lieu au Théâtre national. Les participants comprennent l'empereur et l'impératrice, le Premier ministre, le Président de la Chambre des conseillers, et le Président de la Chambre des représentants.